# Воорепалу
Воорепалу (ест. Voorepalu), місцева вимова Воорипало (ест. Voorõpalo) — село в Естонії, входить до складу волості Киллесте, повіту Пилвамаа.